# NGC 461
NGC 461 é uma galáxia espiral barrada (SBc) localizada na direcção da constelação de Sculptor. Possui uma declinação de -33° 50' 28" e uma ascensão recta de 1 horas, 17 minutos e 20,3 segundos.
A galáxia NGC 461 foi descoberta em 25 de Setembro de 1834 por John Herschel.